# Phare de Mampituba (sud)
Le phare de Mampituba (en portugais : Farol de Mampituba) est un phare situé à Passo de Torres, dans l'État de Rio Grande do Sul - (Brésil).
Ce phare est la propriété de la Marine brésilienne et il est géré par le Centro de Sinalização Náutica e Reparos Almirante Moraes Rego (CAMR) au sein de la Direction de l'Hydrographie et de la Navigation (DHN).

## Histoire
Le phare est érigé sur le brise-lames sud, à l'entrée du Rio Mampituba, menant au port de Mampituba. Ce fleuve sépare l'État de Santa Catarina de l'État du Rio Grande do Sul.
C'est une tour cylindrique blanche de 12 m. Il émet un éclat blanc toutes les trois secondes. Il fonctionne en parallèle avec le phare de Mampituba (nord), celui du brise-lames nord qui émet un éclat rouge.
Identifiant : ARLHS : BRA... ; BR3968 - Admiralty : G0603.2 - NGA : ...

### Lien connexe
- Liste des phares du Brésil